# Episodi di Ein Bayer auf Rügen (prima stagione)
La prima stagione della serie televisiva Ein Bayer auf Rügen è stata trasmessa in anteprima in Germania da Sat.1 tra il 27 gennaio 1993 e il 18 ottobre 1993.
| nº | Titolo originale                  | Titolo italiano | Prima TV Germania | Prima TV Italia |
| -- | --------------------------------- | --------------- | ----------------- | --------------- |
| 1  | Auf und davon (1 & 2)             | inedito         | 27 gennaio 1993   | inedito         |
| 2  | Auf und davon (1 & 2)             | inedito         | 27 gennaio 1993   | inedito         |
| 3  | Allein gegen alle                 | inedito         | 1º febbraio 1993  | inedito         |
| 4  | Herrliche Berge                   | inedito         | 8 febbraio 1993   | inedito         |
| 5  | Oh, Madonna                       | inedito         | 15 febbraio 1993  | inedito         |
| 6  | Lauter Überraschungen             | inedito         | 22 febbraio 1993  | inedito         |
| 7  | Eine Frau fürs Leben              | inedito         | 23 agosto 1993    | inedito         |
| 8  | Ausgetrickst                      | inedito         | 30 agosto 1993    | inedito         |
| 9  | Das jüngste Gericht               | inedito         | 6 settembre 1993  | inedito         |
| 10 | Treulich geführt                  | inedito         | 13 settembre 1993 | inedito         |
| 11 | Wer die Wahl hat...               | inedito         | 20 settembre 1993 | inedito         |
| 12 | Die glorreichen Vier              | inedito         | 27 settembre 1993 | inedito         |
| 13 | Der Krug geht so lange zum Wasser | inedito         | 4 ottobre 1993    | inedito         |
| 14 | Wer zuletzt lacht                 | inedito         | 11 ottobre 1993   | inedito         |
| 15 | Die Bayern kommen                 | inedito         | 18 ottobre 1993   | inedito         |